# Jean-Bedel Bokassa Jr.
Pour les articles homonymes, voir Bokassa.
Titres
Prétendant au trône de Centrafrique
Depuis le 3 novembre 1996
(28 ans, 4 mois et 11 jours)
Prince héritier de Centrafrique
4 décembre 1976 – 20 septembre 1979
(2 ans, 9 mois et 16 jours)
Jean-Bedel Bokassa Jr. (né le 2 novembre 1973 à Bangui, en République centrafricaine) est le fils de Jean-Bedel Bokassa, ancien chef d'État centrafricain, et de sa sixième épouse Catherine Denguiadé. Il est prince héritier de Centrafrique durant le règne de son père en tant qu'empereur, de 1976 à 1979. À la mort de ce dernier, le 3 novembre 1996, il devient le chef de la maison Bokassa et prétendant au trône centrafricain sous le nom de « Bokassa II ».

## Biographie
Jean-Bedel Bokassa Jr. est né le 2 novembre 1973 à Bangui. Il est le sixième des sept enfants de Jean-Bedel Bokassa, alors président de la République centrafricaine, et de Catherine Denguiadé, sixième de ses dix-sept épouses.
Lorsque son père s'autoproclame empereur de Centrafrique sous le nom de Bokassa Ier, Jean-Bedel Bokassa Jr. est nommé, à l'âge de 3 ans, prince héritier de Centrafrique, et ce malgré la présence de plusieurs frères et demi-frères aînés. Le fils aîné de Bokassa Ier par une autre épouse, Georges, était ministre mais Bokassa le considérait comme faible.
Jean-Bedel Bokassa Jr. participe au somptueux couronnement de son père, le 4 décembre 1977, vêtu d'un uniforme blanc de la marine,. En 1979, la France organise l'opération Caban, qui conduit à la chute du régime impérial et au retour au pouvoir du cousin de Bokassa, l'ex-président David Dacko. Jean-Bedel Bokassa Jr. perd son titre de prince héritier et suit sa famille à l'étranger (en Côte d'Ivoire puis en France). L'empereur Bokassa Ier continue cependant à revendiquer son titre impérial et se pose alors en prétendant au trône. Après la mort de son père, le 3 novembre 1996, Jean-Bedel Bokassa Jr. devient le chef de la maison impériale. Il est appelé « Bokassa II » par ses partisans centrafricains.
Caporal-chef au 13e bataillon des chasseurs alpins (BCA) de Chambéry, il continue à vivre à Paris, contrairement à d'autres membres de sa famille qui sont retournés en Centrafrique, dont sa mère l'ancienne impératrice Catherine.

## Honneurs
- Grand-croix de l'ordre du Mérite centrafricain (4 décembre 1977).